# Jacob de Mos

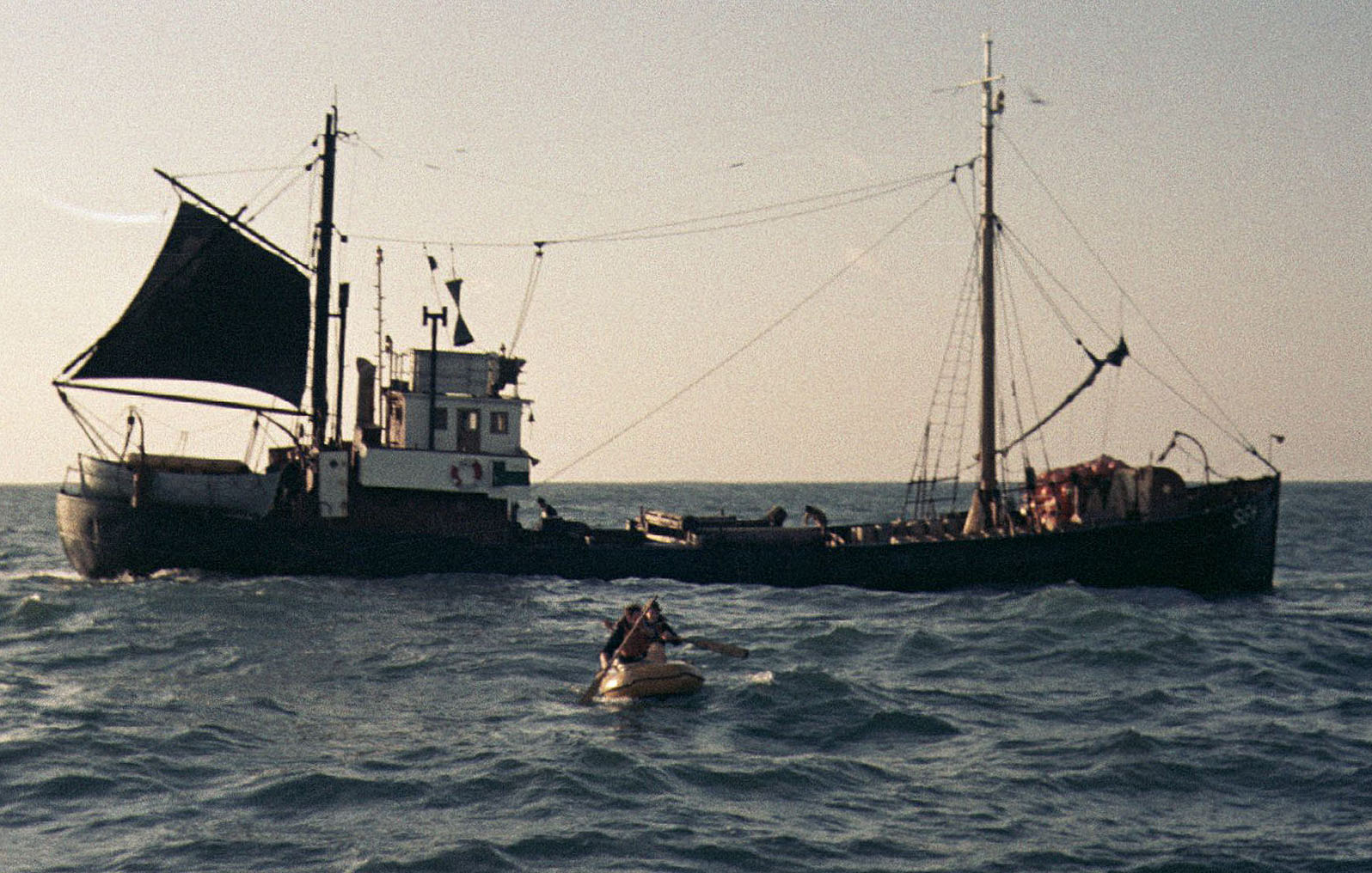
Scheepstype logger

Jacobus (Jacob) de Mos (Scheveningen, 16 april 1919 – 29 juli 2016) was een Nederlandse zeeman die werkte in de visserij en bij de marine. Hij was een Engelandvaarder: hij leidde tijdens de Tweede Wereldoorlog in september 1942 een muiterij waardoor hij samen met andere vissers na een enerverende reis over de Noordzee uit het bezette Nederland kon ontkomen naar Groot-Brittannië.

## Noordzeevisserij
Door de Duitsgezinde IJmuidense L. Parlevliet, eigenaar van de Rederij L. Parlevliet Nz. zou, in samenspraak met Friedrich Carl Heinrich Strauch, een Duitse Kapitänleutnant van de Marine Abwehr en de eveneens Duitsgezinde Scheveningse schipper Pieter Grootveld sr., in de loop van 1942 een schip ter (zee)visserij worden gezonden. Pieter Grootveld sr. zou over het schip, een zogenaamde logger, het gezag voeren. Hij benaderde de op dat tijdstip werkloze visser Jacob de Mos om op zijn (Grootvelds) schip als stuurman aan te monsteren. De Mos stelde – alhoewel dit ongebruikelijk was – als voorwaarde dat hij, en niet de schipper, voor een bemanning zorg zou dragen.

## Haringvisserij
Opmerkelijk was in de eerste plaats het gegeven dat de bewuste logger, de KW 110, zou worden uitgereed voor de – in oorlogstijd risicovolle – haringvisserij met de vleet op de Noordzee; het betrof een vorm van passieve visserij. Zo'n schip moest in dat geval een aantal uren stil in zee liggen. Een tweede, riskante, factor was de af te leggen grotere afstand in zee om een dergelijke visserij goed te kunnen bedrijven. Normaliter mochten de schepen in die tijd uitsluitend vissen binnen 3 mijlen uit de kust. Een verder uit de kust vissend, en daarbij stilliggend, vaartuig zou uiteraard een gemakkelijke prooi worden voor geallieerde vliegers.

## Bemanning
Een derde risicovolle factor was het relatief grote aantal bemanningsleden van het voor de haringvisserij uitgerede schip. De Mos wilde namelijk uitwijken naar Engeland en met de hulp van de door hem samengestelde bemanning hun schipper Grootveld en een eveneens aan boord aanwezige marconist overvallen. De Mos wist namelijk dat het hier zou gaan om een spionagelogger met aan boord een Nederlandse V-Mann (vertrouwensman), een door de Duitsers opgeleide – en bewapende – marconist die vanuit zee belangrijke informatie zou doorseinen naar de Marine-Abwehr. Door de veelheid van bemanningsleden echter kon het verraad loeren; de bemanning telde, inclusief de schipper, 13 koppen. Het gros ervan wist van de actie en stemde toe in een muiterij en een daarop volgende kaping.

## Muiterij en kaping
Het werd op 29 augustus 1942 niet een visreis maar de spectaculaire ontsnapping vanuit IJmuiden naar Engeland. Nog op diezelfde avond vond de muiterij op het schip plaats en werden zowel de schipper Pieter Grootveld sr. als de V-Mann Johannes Albertus Dijkstra overmeesterd. De bemanning kaapte de logger en kwam op maandag 31 augustus 1942 aan in Scarborough, waarna men dinsdag 1 september in West Hartlepool aan land ging.
Mede door de verhoren van de inmiddels in Engeland gearresteerde schipper en de vertrouwensman kregen de geallieerden steeds meer greep op het fenomeen 'spionageloggers'. Het tweetal werd na een reeks verhoren voor de duur van de oorlog vastgezet in een interneringskamp op het eiland Man. Als bijzonderheid geldt dat vertrouwensmannen niet op de monsterrol voorkwamen en dus niet als vermist zouden worden aangemerkt.

## Koningin Wilhelmina
De vissers werden na aankomst in West Hartlepool voorlopig ondergebracht in het Holland House te Londen. De Mos nam na zijn huisvesting aldaar en na het reguliere verhoor in de Patriotic School – zoals zulks gold voor iedere Engelandvaarder – zo spoedig als mogelijk dienst bij de Koninklijke Marine. In oktober 1942 werd de bemanning – uiteraard exclusief de schipper – door koningin Wilhelmina ontvangen op het landgoed Stubbings House in Maidenhead. De Mos werd na zijn opleiding bij de marine schipper op een torpedoboot waarop hij vrijwel dagelijks contact had met de ook op zee sterk opererende vijand.

## Onderscheidingen

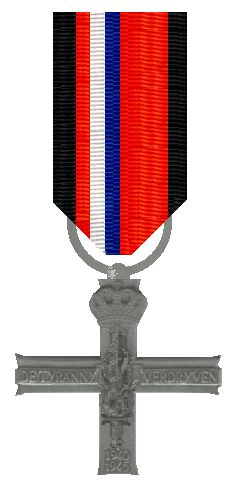
Verzets-
herdenkings-
kruis 1980

Jacob de Mos kreeg 'slechts' het Kruis van Verdienste, en niet zoals de meeste Engelandvaarders die over zee aankwamen, het Bronzen Kruis. Hij kreeg echter wel een speld met een witleren anjer van de koningin aangeboden; ze had deze eerder bij de opening van de Nederlandse sociëteit Oranjehaven in Engeland gekregen. Zijn onderscheidingen waren:
- Lid in de Orde van Oranje-Nassau
- Eremedaille in de Orde van Oranje-Nassau in goud
- Verzetsherdenkingskruis
- Kruis van Verdienste, 1943
- Bronzen Kruis wegens gevaarlijke acties op zee, 1944
- Oorlogsherinneringskruis met gespen "Krijg ter Zee" en "Nederland Mei 1940"
- Normandy Medal
- Mobilisatie Oorlogskruis
- Chevalier de la Légion d'Honneur
- Herinneringsmedaille Normandie
- Frontline Britain Medal
- The Legion of Honor Award of the Chapel of the Four Chaplain Foundation